# Thuidium haplohymenium
Thuidium haplohymenium är en bladmossart som först beskrevs av Theodor Carl Karl Julius Herzog, och fick sitt nu gällande namn av Jitinder Nath Vohra 1983. Thuidium haplohymenium ingår i släktet tujamossor, och familjen Thuidiaceae. Inga underarter finns listade i Catalogue of Life.